# Liste der Stadtoberhäupter von Braunschweig
Diese Liste führt die Stadtoberhäupter der Stadt Braunschweig auf.
1807–1813 → Nach Konstitution (Gründung) des Königreichs Westphalen galt während der Besetzung Braunschweigs durch französische Truppen eine Munizipalverfassung – Rechtspflege (Justiz) und Verwaltung waren geteilt – mit einem Conseil municipal (Gemeinderat) unter einem vom Landesherrn ernannten Maire (Bürgermeister) an der Spitze.
1813–1848 → Nach Abzug der französischen Truppen in den Befreiungskriegen wurde ein Stadtrat mit einem Stadtdirektor an der Spitze eingesetzt – zunächst erneut, wie vor 1807, mit vereinigter Justiz und Verwaltung. Zehn Jahre nach Restitution (Wiederherstellung) des Landes als Herzogtum Braunschweig, 1825, wurde das städtische Gerichts- und Verwaltungswesen getrennt – während dem bisherigen Magistrat (wegen seiner hauptsächlichen Aufgaben sowieso bereits als Stadtgericht bezeichnet) die Aufgaben einer Justizbehörde zufielen, wurde ein neuer Magistrat als kollegiale Verwaltungsbehörde mit einem Magistratsdirektor an der Spitze geschaffen, diese allerdings noch unter Aufsicht der Fürstlichen Kammer.
Seit 1848 → In der Zeit zwischen 1946 und 2001 gab es nach britischem Vorbild neben dem ehrenamtlichen Oberbürgermeister einen hauptamtlichen Oberstadtdirektor als Chef der Verwaltung (siehe Norddeutsche Ratsverfassung).

## Maires 1807–1813
- 1807–1808: Wilhelm Albrecht Christian Freiherr von Mahrenholtz
- 1809–1813: Friedrich Ludwig Freiherr von Münchhausen

## Stadt- bzw. Magistratsdirektor 1813–1848
- 1813–1825: Johann Heinrich Wilmerding – Stadtdirektor
- 1825–1848: Wilhelm Bode – zunächst Magistratsdirektor, ab 1832/34 Stadtdirektor

## Oberbürgermeister seit 1848
- 29. April 1848–20. März 1879: Heinrich Caspari
- 21. März 1879–13. Januar 1904: Wilhelm Pockels
- 28. Januar 1904–1. April 1925: Hugo Retemeyer (Liberale, LWV)
- 2. Juli 1925–13. August 1929: Paul Trautmann
- 23. November 1929–13. März 1933: Ernst Böhme (SPD)
- 6. November 1933–11. April 1945: Wilhelm Hesse (NSDAP)[Anm. 1][Anm. 2]
- März/April 1943–11. April 1945: Hans-Joachim Mertens (NSDAP)[Anm. 3]
- 11. April 1945–1. Juni 1945: Erich Bockler (parteilos)
- 1. Juni 1945–17. Dezember 1948: Ernst Böhme (SPD)[Anm. 4]
- 17. Dezember 1948–3. Dezember 1952: Otto Bennemann (SPD)
- 3. Dezember 1952–15. Dezember 1954: Kurd Semler (CDU)
- 15. Dezember 1954–27. Mai 1959: Otto Bennemann (SPD)[Anm. 4]
- 27. Mai 1959–21. Oktober 1964: Martha Fuchs (SPD)
- 21. Oktober 1964–21. November 1972: Bernhard Ließ (SPD)
- 21. November 1972–2. Juli 1974: Walter Klöditz (SPD)
- 2. Juli 1974–2. November 1976: Günter Jaenicke (CDU)
- 2. November 1976–3. November 1981: Gerhard Glogowski (SPD)
- 3. November 1981–5. November 1986: Hartmut Scupin (CDU)
- 5. November 1986–11. September 1990: Gerhard Glogowski (SPD)[Anm. 4]
- 11. September 1990–31. Oktober 2001: Werner Steffens (SPD)
- 1. November 2001–1. Juli 2014: Gert Hoffmann (CDU)
- 1. Juli 2014-31. Oktober 2021: Ulrich Markurth (SPD)
- Seit dem 1. November 2021: Thorsten Kornblum (SPD)

## Oberstadtdirektoren 1946–2001
- September 1946–29. Februar 1960: Erich Walter Lotz
- 1. März 1960–30. Januar 1980: Hans-Günther Weber
- 1. Februar 1980–31. Januar 1989: Joachim Körner
- 1. Februar 1989–31. Januar 2001: Jürgen Bräcklein
- 1. Februar 2001–31. Oktober 2001: Erster Stadtrat Udo Kuhlmann[Anm. 3]